# ژنگ چین‌ون
ژنگ چین‌ون (چینی ساده‌شده: 郑钦文; چینی سنتی: 鄭欽文; پین‌یین: Zhèng Qīnwén؛ زادهٔ ۸ اکتبر ۲۰۰۲) تنیس‌باز اهل چین است.
وی در مسابقات کشوری و بین‌المللی در مجموع برندهٔ ۲ مدال طلا شده است.